# Anna-Carina Woitschack/Diskografie
Diese Diskografie ist eine Übersicht über die musikalischen Werke der deutschen Schlagersängerin Anna-Carina Woitschack. Ihre erfolgreichste Veröffentlichung ist das sechste Studioalbum Träumer, das zum Top-10-Album in Deutschland sowie zum Top-20-Album in Österreich und der Schweiz avancierte.

## Alben

### Studioalben
| Jahr | Titel Musiklabel                            | Höchstplatzierung, Gesamtwochen, AuszeichnungChartplatzierungen (Jahr, Titel, Musiklabel, Platzierungen, Wochen, Auszeichnungen, Anmerkungen) | Höchstplatzierung, Gesamtwochen, AuszeichnungChartplatzierungen (Jahr, Titel, Musiklabel, Platzierungen, Wochen, Auszeichnungen, Anmerkungen) | Höchstplatzierung, Gesamtwochen, AuszeichnungChartplatzierungen (Jahr, Titel, Musiklabel, Platzierungen, Wochen, Auszeichnungen, Anmerkungen) | Anmerkungen                             |
| Jahr | Titel Musiklabel                            | DE | AT | CH | Anmerkungen                             |
| ---- | ------------------------------------------- | --- | --- | --- | --------------------------------------- |
| 2012 | Einzigartig NoWa Musik (MCP)                | — | — | — | Erstveröffentlichung: 31. Mai 2012      |
| 2014 | Universum NoWa Musik (MCP)                  | — | — | — | Erstveröffentlichung: 29. August 2014   |
| 2017 | Ich wollte nie dein Engel sein Telamo (WMG) | DE54 (2 Wo.)DE | — | — | Erstveröffentlichung: 21. April 2017    |
| 2018 | Liebe passiert Telamo (WMG)                 | DE32 (2 Wo.)DE | — | — | Erstveröffentlichung: 13. April 2018    |
| 2019 | Schenk mir den Moment Telamo (WMG)          | DE21 (2 Wo.)DE | AT45 (2 Wo.)AT | CH91 (1 Wo.)CH | Erstveröffentlichung: 6. September 2019 |
| 2021 | Träumer Telamo (WMG)                        | DE6 (3 Wo.)DE | AT13 (1 Wo.)AT | CH18 (1 Wo.)CH | Erstveröffentlichung: 20. August 2021   |
| 2022 | Lichtblicke Telamo (WMG)                    | DE5 (4 Wo.)DE | AT39 (1 Wo.)AT | CH34 (1 Wo.)CH | Erstveröffentlichung: 2. September 2022 |
| 2024 | Meine Zeit Telamo (WMG)                     | DE3 (1 Wo.)DE | AT9 (1 Wo.)AT | CH85 (1 Wo.)CH | Erstveröffentlichung: 16. August 2024   |

### Gemeinschaftsalben
| Jahr | Titel Musiklabel            | Höchstplatzierung, Gesamtwochen, AuszeichnungChartplatzierungen (Jahr, Titel, Musiklabel, Platzierungen, Wochen, Auszeichnungen, Anmerkungen) | Höchstplatzierung, Gesamtwochen, AuszeichnungChartplatzierungen (Jahr, Titel, Musiklabel, Platzierungen, Wochen, Auszeichnungen, Anmerkungen) | Höchstplatzierung, Gesamtwochen, AuszeichnungChartplatzierungen (Jahr, Titel, Musiklabel, Platzierungen, Wochen, Auszeichnungen, Anmerkungen) | Anmerkungen                                         |
| Jahr | Titel Musiklabel            | DE | AT | CH | Anmerkungen                                         |
| ---- | --------------------------- | --- | --- | --- | --------------------------------------------------- |
| 2020 | Stark wie zwei Telamo (WMG) | DE19 (4 Wo.)DE | AT38 (1 Wo.)AT | CH13 (2 Wo.)CH | Erstveröffentlichung: 29. Mai 2020 mit Stefan Mross |

### Kompilationen
| Jahr | Titel Musiklabel                                                          | Höchstplatzierung, Gesamtwochen, AuszeichnungChartplatzierungen (Jahr, Titel, Musiklabel, Platzierungen, Wochen, Auszeichnungen, Anmerkungen) | Höchstplatzierung, Gesamtwochen, AuszeichnungChartplatzierungen (Jahr, Titel, Musiklabel, Platzierungen, Wochen, Auszeichnungen, Anmerkungen) | Höchstplatzierung, Gesamtwochen, AuszeichnungChartplatzierungen (Jahr, Titel, Musiklabel, Platzierungen, Wochen, Auszeichnungen, Anmerkungen) | Anmerkungen                            |
| Jahr | Titel Musiklabel                                                          | DE | AT | CH | Anmerkungen                            |
| ---- | ------------------------------------------------------------------------- | --- | --- | --- | -------------------------------------- |
| 2016 | Das Beste von Anna-Carina Woitschack MCP Sound & Media • VM Records (MCP) | — | — | — | Erstveröffentlichung: 28. Oktober 2016 |
| 2023 | Best of Telamo (WMG)                                                      | DE8 (2 Wo.)DE | — | — | Erstveröffentlichung: 18. August 2023  |

### Remixalben
| Jahr | Titel Musiklabel    | Anmerkungen                            |
| ---- | ------------------- | -------------------------------------- |
| 2025 | Remixe Telamo (WMG) | Erstveröffentlichung: 21. Februar 2025 |

### EPs
| Jahr | Titel Musiklabel                    | Anmerkungen                             |
| ---- | ----------------------------------- | --------------------------------------- |
| 2021 | Traumhafte Weihnachten Telamo (WMG) | Erstveröffentlichung: 10. Dezember 2021 |

## Singles

### Als Leadmusikerin
| Jahr | Titel Album                                                                   | Anmerkungen                                                                                                |
| ---- | ----------------------------------------------------------------------------- | --- |
| 2011 | DJ Turn the Music Up Einzigartig                                              | Erstveröffentlichung: 23. September 2011                                                                   |
| 2011 | In nur einer Nacht Einzigartig                                                | Erstveröffentlichung: 31. Dezember 2011                                                                    |
| 2012 | Sag nicht Goodbye zu unseren Träumen Einzigartig                              | Erstveröffentlichung: 12. Oktober 2012                                                                     |
| 2013 | Na wie geht’s dir? Einzigartig                                                | Erstveröffentlichung: 14. Januar 2013                                                                      |
| 2013 | Ich will diesen Sommer Einzigartig (Deluxe-Edition)                           | Erstveröffentlichung: 6. Mai 2013                                                                          |
| 2013 | Deine Welt aus Gold Einzigartig (Deluxe-Edition)                              | Erstveröffentlichung: 9. September 2013 feat. Nadine Fabielle                                              |
| 2013 | Nichts geht mehr (rien ne va plus) Universum                                  | Erstveröffentlichung: 25. Oktober 2013                                                                     |
| 2014 | Looping von Gefühlen Universum                                                | Erstveröffentlichung: 21. Februar 2014                                                                     |
| 2017 | Ich wollte nie dein Engel sein                                                | Erstveröffentlichung: 31. März 2017                                                                        |
| 2017 | Ich war erst 17 Ich wollte nie dein Engel sein                                | Erstveröffentlichung: 9. Juni 2017                                                                         |
| 2017 | Warum kann es nicht nur Liebe sein Ich wollte nie dein Engel sein             | Erstveröffentlichung: 8. September 2017                                                                    |
| 2017 | Wenn es schneit Schlager für alle – Die Neue – Weihnachten (Sampler)          | Erstveröffentlichung: 15. Dezember 2017                                                                    |
| 2018 | Alles oder Nichts Liebe passiert                                              | Erstveröffentlichung: 9. März 2018                                                                         |
| 2018 | Lo siento Liebe passiert • Stark wie zwei                                     | Erstveröffentlichung: 21. September 2018 mit Stefan Mross                                                  |
| 2018 | Verboten aber schön Liebe passiert                                            | Erstveröffentlichung: 26. Oktober 2018                                                                     |
| 2019 | Eine Nacht im Paradies Schenk mir den Moment                                  | Erstveröffentlichung: 29. März 2019                                                                        |
| 2019 | Leuchtturm Schenk mir den Moment                                              | Erstveröffentlichung: 14. Juni 2019                                                                        |
| 2019 | Stark wie zwei Schenk mir den Moment • Stark wie zwei                         | Erstveröffentlichung: 27. September 2019 mit Stefan Mross                                                  |
| 2020 | Paradies der Ewigkeit Stark wie zwei                                          | Erstveröffentlichung: 27. März 2020 mit Stefan Mross                                                       |
| 2020 | Blaue Lagune Stark wie zwei                                                   | Erstveröffentlichung: 24. Juli 2020 mit Stefan Mross                                                       |
| 2020 | Hit Medley Stark wie zwei                                                     | Erstveröffentlichung: 23. Oktober 2020 mit Stefan Mross                                                    |
| 2020 | Little Drummer Boy (Der kleine Trommelmann) Stark wie zwei (Geschenk-Edition) | Erstveröffentlichung:6. November 2020 mit Stefan Mross; Original: Trapp Family Singers – Carol of the Drum |
| 2021 | 1.000 Mal du und ich Schenk mir den Moment • Stark wie zwei                   | Erstveröffentlichung: 12. Februar 2021 mit Stefan Mross                                                    |
| 2021 | Das Leben wartet nicht auf uns Träumer                                        | Erstveröffentlichung: 1. März 2021                                                                         |
| 2021 | Einmal unendlich Träumer                                                      | Erstveröffentlichung: 7. Mai 2021                                                                          |
| 2021 | Küss mich wach Träumer                                                        | Erstveröffentlichung: 13. August 2021                                                                      |
| 2022 | Mach das nochmal mit mir Träumer                                              | Erstveröffentlichung: 21. Januar 2022                                                                      |
| 2022 | Legendär Lichtblicke                                                          | Erstveröffentlichung: 27. Mai 2022                                                                         |
| 2022 | Davon will ich mehr Lichtblicke                                               | Erstveröffentlichung: 26. August 2022                                                                      |
| 2022 | Das Tattoo auf meiner Haut Träumer                                            | Erstveröffentlichung: 21. Oktober 2022 (Remix) mit Stefan Mross                                            |
| 2023 | Das Beste Lichtblicke                                                         | Erstveröffentlichung: 27. Januar 2023                                                                      |
| 2023 | Die Welt seh’n –                                                              | Erstveröffentlichung: 19. Mai 2023                                                                         |
| 2023 | Tag 1 Best of                                                                 | Erstveröffentlichung: 7. Juli 2023                                                                         |
| 2023 | Liebe ist ein Wunder Best of                                                  | Erstveröffentlichung: 4. August 2023                                                                       |
| 2023 | Herzen haben keine Fenster –                                                  | Erstveröffentlichung: 8. September 2023                                                                    |
| 2023 | Feuer Best of                                                                 | Erstveröffentlichung: 13. Oktober 2023                                                                     |
| 2024 | Smalltalk Meine Zeit                                                          | Erstveröffentlichung: 8. März 2024                                                                         |
| 2024 | Die Welt umarmen Meine Zeit                                                   | Erstveröffentlichung: 26. Juli 2024                                                                        |
| 2024 | Prosecco zum Frühstück Meine Zeit                                             | Erstveröffentlichung: 27. September 2024 feat. Mountain Crew                                               |
| 2025 | Spring mit mir –                                                              | Erstveröffentlichung: 10. Januar 2025                                                                      |
| 2025 | Mein Herz ist doch kein Hotel Meine Zeit                                      | Erstveröffentlichung: 7. Februar 2025                                                                      |
| 2025 | Du ja Du –                                                                    | Erstveröffentlichung: 9. Mai 2025                                                                          |
| 2025 | Luftballons im Bauch –                                                        | Erstveröffentlichung: 20. Juni 2025                                                                        |
| 2025 | Frei und wild –                                                               | Erstveröffentlichung: 8. August 2025                                                                       |

### Als Gastmusikerin
| Jahr | Titel Album                                                 | Anmerkungen                                                                                  |
| ---- | ----------------------------------------------------------- | -------------------------------------------------------------------------------------------- |
| 2015 | Wer die Augen schließt (wird nie die Wahrheit seh’n) 2015 – | Erstveröffentlichung: 3. Dezember 2015 als Teil von Mut zur Menschlichkeit                   |
| 2020 | Hand in Hand Goldene Weihnachtshits (Sampler)               | Erstveröffentlichung: 6. November 2020 als Teil von Hand in Hand All Stars; Original: beFour |

## Videoalben und Musikvideos

### Videoalben
| Jahr | Titel Musiklabel                           | Anmerkungen                           |
| ---- | ------------------------------------------ | ------------------------------------- |
| 2015 | Die schönsten Hits MCP Sound & Media (MCP) | Erstveröffentlichung: 14. August 2015 |

### Musikvideos
| Jahr | Titel                                                     | Regie                         |
| ---- | --------------------------------------------------------- | ----------------------------- |
| 2012 | Sag nicht Goodbye zu unseren Träumen                      |                               |
| 2014 | Deine Welt aus Gold                                       |                               |
| 2014 | Ich will diesen Sommer                                    |                               |
| 2014 | Looping von Gefühlen                                      |                               |
| 2014 | Im Universum                                              |                               |
| 2014 | Schick deine Träume auf den Weg                           |                               |
| 2015 | Geflogen sind wir lang genug                              |                               |
| 2015 | Wer die Augen schließt (wird nie die Wahrheit seh’n) 2015 | Thomas Jünger                 |
| 2016 | Hitmix 2015                                               |                               |
| 2017 | Ich wollte nie dein Engel sein                            |                               |
| 2017 | Ich war erst 17                                           |                               |
| 2017 | Warum kann es nicht nur Liebe sein                        |                               |
| 2018 | Alles oder nichts                                         |                               |
| 2018 | Liebe passiert                                            |                               |
| 2018 | Lo siento                                                 |                               |
| 2018 | Verboten aber schön                                       | Stefan Mross                  |
| 2019 | Eine Nacht im Paradies                                    | Stefan Mross                  |
| 2019 | Leuchtturm                                                | Stefan Mross                  |
| 2019 | Stark wie zwei                                            |                               |
| 2020 | Paradies der Ewigkeit                                     |                               |
| 2020 | Blaue Lagune                                              |                               |
| 2020 | Hand in Hand                                              |                               |
| 2020 | Little Drummer Boy (Der kleine Trommelmann)               |                               |
| 2021 | Einmal unendlich                                          |                               |
| 2021 | Küss mich wach                                            | Carlo Böhler, Stefan Mross    |
| 2021 | Märchenbuch                                               | Carlo Böhler, Stefan Mross    |
| 2021 | Lass jetzt los                                            | Carlo Böhler, Stefan Mross    |
| 2021 | Mach das nochmal mit mir                                  | Michael Fischer, Stefan Mross |
| 2022 | Legendär                                                  | Michael Fischer, Stefan Mross |
| 2022 | Davon will ich mehr                                       |                               |
| 2023 | Das Beste                                                 |                               |
| 2023 | Tag 1                                                     |                               |
| 2023 | Feuer                                                     |                               |
| 2024 | Smalltalk                                                 |                               |
| 2024 | Die Welt umarmen                                          |                               |
| 2024 | Mein Herz ist doch kein Hotel                             | Oliver Thomas                 |
| 2025 | Spring mit mir                                            |                               |
| 2025 | Sie, du & ich                                             |                               |

## Promoveröffentlichungen
| Jahr | Titel Album         | Anmerkungen                            |
| ---- | ------------------- | -------------------------------------- |
| 2012 | Einzigartig         | Erstveröffentlichung: 2012             |
| 2021 | Märchenbuch Träumer | Erstveröffentlichung: 9. November 2021 |

## Sonderveröffentlichungen

### Alben
| Jahr | Titel Musiklabel                                                    | Anmerkungen                                                                                    |
| ---- | ------------------------------------------------------------------- | ---------------------------------------------------------------------------------------------- |
| 2018 | Meine ersten großen Hits MCP Sound & Media (MCP)                    | Erstveröffentlichung: 23. Februar 2018 Label-Kompilation                                       |
| 2019 | Juwelen & Glanzstücke MCP Sound & Media (MCP)                       | Erstveröffentlichung: 26. April 2019 Teil der „Juwelen-&-Glanzstücke“-Reihe                    |
| 2019 | Universum / Meine beste Zeit MCP Sound & Media (MCP)                | Erstveröffentlichung: 23. August 2019 Anna-Carina Woitschack / Stefan Mross; Label-Kompilation |
| 2021 | Große Hits & noch mehr MCP Sound & Media (MCP)                      | Erstveröffentlichung: 28. Mai 2021 Label-Kompilation                                           |
| 2023 | Ich wollte nie dein Engel sein / Schenk mir den Moment Telamo (WMG) | Erstveröffentlichung: 8. Dezember 2023 Teil der „2-in-1“-Reihe                                 |

| Jahr | Titel Musiklabel                  | Anmerkungen                                                                  |
| ---- | --------------------------------- | ---------------------------------------------------------------------------- |
| 2022 | Das Beste für alle Telamo (WMG)   | Erstveröffentlichung: 4. März 2022 Teil der „Das-Beste-für-alle“-Reihe       |
| 2023 | Kult Album Klassiker Telamo (WMG) | Erstveröffentlichung: 8. Dezember 2023 Teil der „Kult-Album-Klassiker“-Reihe |

### Lieder
| Jahr | Titel Album                                           | Anmerkungen |
| ---- | ----------------------------------------------------- | --- |
| 2015 | Geflogen sind wir lang genug 20 Sommer Partyhits      | Erstveröffentlichung: 26. Juni 2015 Die Grubertaler feat. Anna-Carina Woitschack                                                                |
| 2019 | Mit dir undercover So geil! (Die 90er)                | Erstveröffentlichung: 5. Juli 2019 DJ Pierre feat. Anna-Carina Woitschack; Original: La Bouche – Be My Lover                                    |
| 2021 | Schön ist der Morgen Wie du – Hommage an meinen Vater | Erstveröffentlichung: 29. Oktober 2021 Art Garfunkel Jr. feat. Stefan Mross & Anna-Carina Woitschack Original: Cat Stevens – Morning Has Broken |
| 2021 | Wir wollen Frieden Hallelujah                         | Erstveröffentlichung: 12. November 2021 The Golden Voices of Gospel feat. Stefan Mross & Anna-Carina Woitschack                                 |
| 2025 | Sie, du & ich Verdammt!                               | Erstveröffentlichung: 11. Juli 2025 Jay Khan feat. Anna-Carina Woitschack                                                                       |

| Jahr | Titel Album                                                | Anmerkungen                                                                                  |
| ---- | ---------------------------------------------------------- | -------------------------------------------------------------------------------------------- |
| 2020 | Hand in Hand Goldene Weihnachtshits                        | Erstveröffentlichung: 6. November 2020 als Teil der Hand in Hand All Stars; Original: beFour |
| 2021 | Wenn es schneit Schlager für alle – Die Neue – Weihnachten | Erstveröffentlichung: 5. November 2021                                                       |

### Videoalben
| Jahr | Titel Musiklabel                              | Anmerkungen                                                                     |
| ---- | --------------------------------------------- | ------------------------------------------------------------------------------- |
| 2013 | Einzigartig (Deluxe-Edition) NoWa Musik (MCP) | Erstveröffentlichung: 26. April 2013 CD+DVD; erweiterte Fassung von Einzigartig |

## Statistik

### Chartauswertung
|                     | DE    | AT    | CH    |
| ------------------- | ----- | ----- | ----- |
| Nummer-eins-Alben   | DE—DE | AT—AT | CH—CH |
| Top-10-Alben        | DE4DE | AT1AT | CH—CH |
| Alben in den Charts | DE8DE | AT5AT | CH5CH |